# At-Taghabun
At-Taghabun (arabisch التغابن at-Taġābun ‚Die Übervorteilung‘) ist die 64. Sure des Korans, sie enthält 18 Verse. Der Inhalt der Sure erinnert eindeutig an Themen der dritten mekkanischen Periode (620–622), diese sind dann vielleicht noch einmal in Medina wieder aufgenommen worden.

## Etymologie
Sprachlich leitet sich der Titel der Sure von der arabischen Wurzel  غبن (ġ-b-n) mit der Bedeutung: Betrügen, tricksen, übervorteilen, aufbürden;  Schwindel, Schaden, Beeinträchtigung, Betrug, Hinterziehung, Unterschlagung ab.

## Inhalt
Die Sure behandelt vor allem die Allmacht Gottes, die Sendung der Propheten, die Gewissheit der Auferstehung und die Vergeltung guter und schlechter Taten im Jenseits. Der Titel bezieht sich auf den Vers 9, in dem der „Tag der Versammlung“, das heißt der Tag des göttlichen Gerichts, als „Tag der Übervorteilung“ bezeichnet wird, wobei das Wesen dieser Übervorteilung unterschiedlich interpretiert wird.